# Parafia św. Stanisława Kostki w Ostrowitem
Parafia pw. Świętego Stanisława Kostki w Ostrowitem – parafia należąca do dekanatu dobrzyńskiego nad Drwęcą, diecezji płockiej, metropolii warszawskiej.
Została erygowana w 1976 roku.